# Pňovice
Pňovice (en allemand : Knibitz) est une commune du district et de la région d'Olomouc, en République tchèque. Sa population s'élevait à 1 027 habitants en 2023.

## Géographie
Pňovice se trouve à 6,5 km à l'est-nord-est de Litovel, à 15,5 km au nord-nord-ouest d'Olomouc, à 71 km au nord-est de Brno et à 200 km à l'est-sud-est de Prague.
La commune est limitée par Želechovice et Újezd au nord, par Strukov et Žerotín à l'est, par Štěpánov et Střeň au sud, et par Litovel et Uničov à l'ouest.

## Histoire
La première mention écrite de la localité date de 1320.

## Transports
Par la route, Pňovice se trouve à 12 km de Šternberk, à 17 km d'Olomouc et à 232 km de Prague.